# Bon appétit maman
 (décembre 2023).
Pour plus de détails, voir Fiche technique et Distribution.
Bon appétit maman (Ed and His Dead Mother) est un film américain réalisé par Jonathan Wacks, sorti en 1993.

## Synopsis
Un étranger ramène à la vie la mère (Miriam Margolyes) d'un homme (Steve Buscemi) morose qui ne s'est jamais remis du décès de celle-ci.

## Fiche technique
- Titre : Bon appétit maman
- Titre original : Ed and His Dead Mother
- Réalisation : Jonathan Wacks
- Scénario : Chuck Hughes
- Musique : Mason Daring
- Pays d'origine :  États-Unis
- Sociétés de production : ITC Entertainment
- Genre : Comédie horrifique
- Durée : 93 minutes
- Date de sortie : 17 novembre 1993

## Distribution
- Steve Buscemi : Ed Chilton
- Ned Beatty : l'oncle Benny
- John Glover : A. J. Pattle
- Miriam Margolyes : Mabel Chilton
- Sam Jenkins : Storm Reynolds
- Gary Farmer : Big Lar
- Jon Gries : Rob Sundheimer
- Robert Harvey : Anderson
- Rance Howard : Reverend Praxton
- Biff Yeager (en) : un flic